# ビデオジャーナリスト
ビデオジャーナリストはビデオを表現ツールとして用いるジャーナリストの総称。通常は、ジャーナリスト自身がビデオカメラを使って撮影を行い、編集からナレーションの挿入まで、映像リポート制作の全工程を一人で行う人のことを呼ぶ。1990年代の中頃に、デジタルビデオカメラが小型化し、放送画質の撮影が可能になったあたりに登場した、新しいタイプのジャーナリスト。

## 経緯
1992～1993年頃からニューヨークでコロンビア大学ジャーナリズム大学院で講師を務めていたマイケル・ローゼンブラムが、日本でもほぼ同時期にコロンビア大学でローゼンブラムの後輩にあたる神保哲生が、ハンディビデオを使った取材・制作活動を開始し、ビデオジャーナリストの呼称を使い始める。その後ローゼンブラムと神保は他のビデオジャーナリストらとビデオニュース・インターナショナルを組織し、世界のビデオジャーナリストのネットワーク構築に奔走する。
神保は日本で日本ビデオニュース（株）を設立し日本国内のビデオジャーナリストの育成ならびにネットワーク化を始める。また、2004年に立命館大学教授に就任し、ビデオジャーナリズムの実習クラスを担当する。その後、早稲田大学ジャーナリズム大学院においても、ビデオジャーナリズム実習を行う。

## 特徴
ビデオジャーナリストの特徴は、ジャーナリスト自身が映像コンテンツの全てをコントロールするため、既存のテレビの弱点とされた、取材を主体としたジャーナリズム本来の価値を映像を使って体現できるところにある。ローゼンブラムや神保、及びコロンビア大学のピーター・ハーフォード教授は、「ペンをカメラに持ち替えたジャーナリスト」の表現を好んで使う。

## 主なビデオジャーナリスト
- マイケル・ローゼンブラム（NYTテレビジョン　プロデューサー）
- 神保哲生（ビデオジャーナリスト、ビデオニュース・ドットコム代表、立命館大学教授、早稲田大学ジャーナリズム大学院非常勤講師）
- 山本美香（ビデオジャーナリスト）
- 佐藤和孝（ビデオジャーナリスト）